# Cowboys & Kisses
"Cowboys & Kisses" – trzeci singel promujący pierwszy studyjny album Anastaci Not That Kind. Autorami tekstu piosenki są: Anastacia, Louis Biancaniello, JIVE, Charlie "Steele" Pennachio.

## Lista utworów
Australian CD maxi single
1. "Cowboys & Kisses" [Radio Edit] 3:34
2. "Underdog" 4:56
3. "Not That Kind" [Mousse T Remix]
4. "Not That Kind" [Hex Hector Radio Edit]
5. "Cowboys & Kisses" [Unplugged Version]

European CD single
1. "Cowboys & Kisses" [Radio Edit]
2. "I'm Outta Love" [Live A Capella]

European maxi single
1. "Cowboys & Kisses" [Album Version] 4:40
2. "Cowboys & Kisses" [Radio Edit] 3:34
3. "I'm Outta Love" [Live A Capella] 1:54
4. "Underdog" 4:56
5. "Nothing At All" [Album Version] 4:26

European promo single
1. "Cowboys & Kisses" [Radio Edit] 3:34

German maxi single
1. "Cowboys & Kisses" 4:40
2. "I'm Outta Love" [A Capella] 1:54
3. "Underdog" 4:56
4. "Nothin' At All" 4:26

UK maxi single
1. "Cowboys & Kisses" [Tin Tin Out Radio Mix] 3:55
2. "Cowboys & Kisses" [Radio Edit] 3:34
3. "I'm Outta Love" [Hex Hector Main Club Mix] 7:59
4. "Cowboys & Kisses" [Video]

UK promo single
1. "Cowboys & Kisses" [Tin Tin Out Radio Mix] 3:55
2. "Cowboys & Kisses" [Radio Edit] 3:34